# Остров (Врачанская область)
Остров (болг. Остров) — село в Болгарии. Находится в Врачанской области, входит в общину Оряхово. Население составляет 1 526 человек.

## Политическая ситуация
В местном кметстве Остров, в состав которого входит Остров, должность кмета (старосты) исполняет Галилей Маринов Грыблев (Болгарская социалистическая партия(БСП)) по результатам выборов правления кметства.
Кмет (мэр) общины Оряхово — Георги Иванов Пенков (Коалиция в составе 2 партий: Национальное движение «Симеон Второй» (НДСВ), Земледельческий народный союз (ЗНС)) по результатам выборов в правление общины.